# Glenn Miller
Glenn Miller, właśc. Alton Glenn Miller (ur. 1 marca 1904 w Clarindzie, zm. 15 grudnia 1944) – amerykański puzonista, aranżer, lider big-bandu.

## Życiorys
Początkowo grał na puzonie w różnych orkiestrach jazzowych, potem zaczął aranżować i sprzedawać swoje aranżacje. Na prośbę Grega Nobla utworzył dla niego orkiestrę, którą przez jakiś czas sam prowadził.
W 1937 utworzył własny zespół, lecz nie był z niego zadowolony. W 1938 stworzył nowy big band i tym razem odniósł sukces. Razem z orkiestrą wziął udział w dwu filmach Sun Valley Serenade (Serenada w Dolinie Słońca) i Orchestra Wives (Żony orkiestry), które bardzo przyczyniły się do popularyzacji jazzu w Europie, m.in. w Polsce.
W 1942 wstąpił do wojska i został liderem Reprezentacyjnej Orkiestry Sił Powietrznych USA w stopniu kapitana. Wraz z wojskiem przyjechał do Anglii. Oprócz big bandu prowadził także dużą orkiestrę dętą i orkiestrę smyczkową. Występował z zespołami w BBC, grając swoje aranżacje jazzowe (i nie tylko) w audycjach nadawanych dla amerykańskich żołnierzy i całej okupowanej Europy.
Po wyzwoleniu Paryża miał zostać tam przeniesiony wraz z całą muzyczną infrastrukturą. 15 grudnia 1944, wcześniej niż jego muzycy, wyleciał małym, jednosilnikowym samolotem Noorduyn Norseman do Francji. Samolot zaginął w nieznanych okolicznościach nad kanałem La Manche. Plan lotu zakładał lot na niskiej wysokości, z uwagi na powracające bombowce B-17 znad Francji. Dwie załogi bombowców zameldowały o awarii drzwi komory bombowej i o zrzucie bomb do kanału La Manche. Być może samolot z Glennem Millerem został trafiony taką bombą.
Orkiestra już bez swego lidera dała szereg koncertów w wyzwolonej Europie.
W 1983 brat muzyka, Herb, ogłosił, że Miller nie zginął w katastrofie lotniczej, lecz zmarł następnego dnia w szpitalu na raka płuc. Herb Miller twierdził, jakoby to on sam miał sfabrykować historię o katastrofie samolotu, gdyż jego brat chciał "umrzeć jako bohater". 
Biografia Millera nie potwierdza tej historii.

## Największe przeboje
- „In the Mood”
- „Chatanooga Choo Choo”
- „(I’ve Got a Gal In) Kalamazoo”
- „Moonlight Serenade”
- „Little Brown Jug”
- „St. Louis Blues March”
- „Star Dust”